# Hanna Laslo
Hanna Laslo (în ebraică : חנה לסלאו) , născută la Jaffa la 14 iunie 1953) este o actriță israeliană de comedie și de varietăți (stand up comedy).
Fiică a unei familii de evrei supraviețuitori ai Holocaustului din Polonia (din ghetoul Lodz), ea a obținut premiul de interpretare feminină la Festivalul de la Cannes în anul 2005, pentru rolul Hanna Ben Moshe din filmul Free Zone al regizorului Amos Gitaï 
Ea a jucat într-un mare număr de filme, programe de televiziune, spectacole de varietăți.
A devenit vestită în țara ei prin limba ei ascuțită, și prin prezența ei scenică pregnantă în orice rol pe care îl joacă, a creat, între altele, personaje umoristice precum Savta Zafta (Bunica Bătaie) și femeia de servici Clara.
A fost căsătorită de două ori și are doi fii din prima căsătorie cu producătorul Aviv Ghiladi. 

## Filmografie
- 2005 : Zonă liberă Free Zone
- 2003 : Alila
- 1983 : Kuni Leml in Cairo
- 1981 : Am Israel Hai
- 1978 : Belfer
- 1977 : Rescue the Lifeguard
- 1976 : Givat Halfon Eina Ona (Colina Halfon nu răspunde)

## Legături externe
Hanna Laslo la Internet Movie Database 